# Olenecamptus compressipes
Olenecamptus compressipes es una especie de escarabajo longicornio del género Olenecamptus, categorizada en la tribu Dorcaschematini, de la subfamilia Lamiinae. Fue descrita por Fairmaire en 1889.

## Descripción
Mide 21 mm de longitud.

## Distribución
Se distribuye por Camboya, Laos y Vietnam.